# Medina (Ohio)
Medina es una ciudad ubicada en el condado de Medina en el estado estadounidense de Ohio. En el Censo de 2010 tenía una población de 26678 habitantes y una densidad poblacional de 874,25 personas por km².

## Geografía
Medina se encuentra ubicada en las coordenadas 41°8′5″N 81°52′10″O / 41.13472, -81.86944. Según la Oficina del Censo de los Estados Unidos, Medina tiene una superficie total de 30.52 km², de la cual 29.97 km² corresponden a tierra firme y (1.78%) 0.54 km² es agua.

## Demografía
Según el censo de 2010, había 26678 personas residiendo en Medina. La densidad de población era de 874,25 hab./km². De los 26678 habitantes, Medina estaba compuesto por el 93.29% blancos, el 3.14% eran afroamericanos, el 0.09% eran amerindios, el 0.9% eran asiáticos, el 0.01% eran isleños del Pacífico, el 0.47% eran de otras razas y el 2.1% pertenecían a dos o más razas. Del total de la población el 1.8% eran hispanos o latinos de cualquier raza.